# Йохан (Насау-Диленбург)
Вижте пояснителната страница за други личности с името Йохан.
Йохан от Насау-Диленбург (на немски: Johann von Nassau, † 10 август 1328 при Вецлар) от фамилята Дом Насау е от 1303 г. граф на Насау-Диленбург.

## Биография
Той е третият син на граф Ото от Насау († 1289/1290), основателят на Отонската линия на Насау, и съпругата му Агнес фон Лайнинген († ок. 1303), дъщеря на граф Емих IV фон Лайнинген-Ландек. Първи братовчед е на Адолф от Насау, който от 1292 до 1298 г. е римско-немски крал.
За Йохан е предвидена църковна кариера и е домхер във Вормс. След смъртта на майка му през 1303 г. той напуска духовничеството и поема наследството на баща му с брат си Хайнрих III. Започва борба между тримата братя, която завършва през 1303 г. с подялба на Насау. Йохан получава Насау-Диленбург, брат му Хайнрих III († 1343) получава Насау-Зиген, а Емих († 1334) получава Насау-Хадамар. Четвъртият му брат Ото († 1302), също е домхер във Вормс, вече е умрял.
На 24 март 1327 г. Йохан е хауптман на Насау-Майнцската войска при архиепископа на Майнц Матиас фон Бухег против ландграф Ото I фон Хесен.
Йохан е убит на 10 август 1328 г. в битка при Вецлар против ландграф Хайнрих II фон Хесен. Той не е женен и е наследен от племенника му Ото II, син на брат му Хайнрих. С Йохан изчезва линията Насау-Диленбург.